# Филипстад
Филипстад је град и општина у регији Вермланд, Шведска. После Карлстада то је најстарији град Вермланда.
Добио је статус града 1611. године. Има око 6.300 становника. 